# Пульвер, Лизелотта
Лизело́тта Пу́львер (нем. Liselotte Pulver; род. 11 октября 1929, Берн) — швейцарская актриса. Звезда немецкого кино 50-60-х годов XX века. Также снялась в нескольких французских фильмах в 1960-х годах и в американских фильмах, таких как драма «Время любить и время умирать» режиссёра Дугласа Сирка (1958) и сатирическая комедия «Один, два, три» Билли Уайлдера (1961).

## Биография
Лизелотта Пульвер — младший ребёнок в семье агроинженера Фрица Ойгена Пульвера. У Лизелотты есть брат Эмануэль и сестра Коринна, журналистка. В 1945 году Пульвер поступила в торговую школу и по её окончании в 1948 году работала фотомоделью. По собственным словам Пульвер, к решению стать актрисой Лизелотту подтолкнула несчастная любовь к некоему бернскому хирургу. Она брала уроки актёрского мастерства у Маргариты Ноэ фон Нордберг, матери Максимилиана, Марии, Карла и Имми Шеллов, а затем поступила в Бернскую драматическую школу (ныне Бернская высшая школа искусств). Лизелотта Пульвер служила в Бернском городском театре, где поначалу была занята во второстепенных ролях, а затем перешла в Цюрихский драматический театр.
Немецкоязычный зритель познакомился с Лизелоттой Пульвер после роли Френели в экранизациях романов Иеремии Готхельфа. Начиная с середины 1950-х годов Пульвер обрела статус любимицы публики в ФРГ, снявшись в таких кинолентах, как «Последнее лето», «Я часто думаю о Пирошке», «Помолвка в Цюрихе» и «Харчевня в Шпессарте». В 1960 году Пульвер снялась в «Стакане воды» Хельмута Койтнера, где её партнером выступил Густаф Грюндгенс. Международная слава пришла к Пульвер после главной роли в фильме Дугласа Кирка «Время любить и время умирать» 1958 года по роману Эриха Марии Ремарка и в комедии Билли Уайлдера «Один, два, три» 1961 года. В 1961 году Лизелотта Пульвер была приглашена членом жюри Каннского кинофестиваля. Лизелотта Пульвер также снималась во Франции, в том числе дважды в паре с Жаном Габеном. Наиболее серьёзной актёрской работой Пульвер стала роль аббатисы, влюбившейся в одну из своих воспитанниц, в фильме «Монахиня» Жака Риветта. В 1970-х годах в актёрской карьере Лизелотты Пульвер наступил спад.
Лизелотта Пульвер с 1961 года состояла в браке с актёром Гельмутом Шмидом, умершим в 1992 году. У супругов родилось двое детей: сын Марк-Телль (род. 1962) и дочь Мелизанда (1968—1989), покончившая жизнь самоубийством, выбросившись с площадки перед Бернским собором. В 1993 году сестра Лизелотты Коринна опубликовала книгу о своей племяннице «Смерть Мелизанды». У Лизелотты Пульвер есть один внук.

## Избранная фильмография

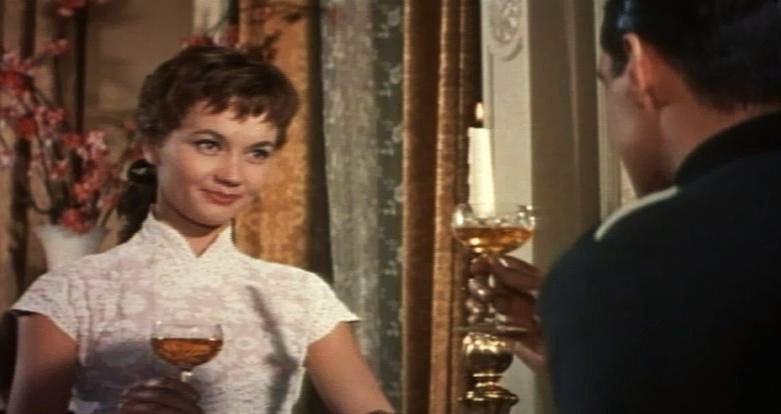
Лизелотта Пульвер в фильме «Время любить и время умирать»

- 1955 — Я часто думаю о Пирошке / Ich denke oft an Piroschka — Пирошка
- 1957 — Харчевня в Шпессарте / Das Wirtshaus im Spessart — графиня Франциска фон Зандау
- 1957 — Помолвка в Цюрихе / Die Zürcher Verlobung
- 1958 — Время любить и время умирать / A Time to Love and a Time to Die
- 1960 — Привидения в замке Шпессарт / Das Spukschloß im Spessart
- 1961 — Один, два, три / One, two, three
- 1964 — Месье / Monsieur
- 1965 — Джентльмен из Кокоди / Le Gentleman de Cocody
- 1966 — Монахиня / La religieuse
- 1967 — Прекрасные времена в Шпессарте / Herrliche Zeiten im Spessart